# Trolejbusy w Dzierżyńsku
Trolejbusy w Dzierżyńsku – system trolejbusowy funkcjonujący w mieście Dzierżyńsk, w obwodzie niżnonowogrodzkim, w Rosji. Został uruchomiony 15 kwietnia 1976 r. Operatorem jest przedsiębiorstwo Ekspress.

## Linie
Według stanu z września 2020 r. w Dzierżyńsku kursowały 3 linie trolejbusowe.
| Linia | Trasa                                           |
| ----- | ----------------------------------------------- |
| 3     | Mikrorajon Zapadnyj-1 ↔ Płoszczad´ Majakowskogo |
| 4     | Mikrorajon Zapadnyj-1 ↔ Płoszczad´ Majakowskogo |
| 5     | Wokzał ↔ Płoszczadʹ Majakowskogo                |

## Tabor
Stan z 7 września 2020 r.
| Zdjęcie        | Typ            | Eksploatacja od | Liczba |
| -------------- | -------------- | --------------- | ------ |
|                | ZiU-682B/682G  | 1988            | 48     |
|                | Trolza-5275.05 | 2007            | 1      |
|                | Trolza-5264.05 | 2009            | 4      |
| Łączna liczba: | Łączna liczba: | Łączna liczba:  | 53     |